# Miracarus discrepans
Miracarus discrepans är en kvalsterart som beskrevs av Sandór Mahunka 1966. Miracarus discrepans ingår i släktet Miracarus och familjen Microzetidae. Inga underarter finns listade i Catalogue of Life.